# Sakamichi no Apollon
Sakamichi no Apollon (japonês: 坂道のアポロン, Hepburn: Sakamichi no Aporon, lit. "Apolo na Ladeira"; também conhecido como Kids on the Slope) é uma série de mangá japonesa escrita e ilustrada por Yuki Kodama. Foi serializada na revista Monthly Flowers entre 2007 e 2012 e publicado em dez volumes tankōbon (compilações) pela Shogakukan. A história segue Kaoru Nishimi, um estudante introvertido do ensino médio que descobre o jazz por meio de sua amizade com seu colega de classe Sentarō Kawabuchi.
A série foi adaptada duas vezes: como um anime para televisão em 2012 e como filme live action dirigido por Takahiro Miki em 2018. O anime é dirigido por Shinichiro Watanabe e a trilha sonora foi composta por Yoko Kanno; esta foi a terceira colaboração entre os dois, depois de Macross Plus (1994–1995) e Cowboy Bebop (1998). O anime foi produzido pelo estúdio MAPPA e a Tezuka Productions, sendo exibido no bloco de programação noturno noitaminA da Fuji TV. Na América do Norte, a série foi licenciada pela Sentai Filmworks e exibida no serviço de streaming Crunchyroll, que fez transmissão simultânea durante a exibição original japonesa.
A adaptação em anime de Sakamichi no Apollon foi amplamente aclamada, com elogios feitos à sua direção, narrativa e música. Os críticos também comentaram em suas análises sobre a representação da série com relação ao catolicismo no Japão, seus temas de amizade masculina, homoerotismo subtextual e sua relação com o cânone mais amplo das outras obras de Watanabe. Várias publicações listaram o programa como um dos melhores animes dos anos 2010.

## Sinopse
Kaoru Nishimi é um estudante do ensino médio inteligente e introvertido pertecente a uma família rica que se muda frequentemente devido à carreira de seu pai; consequentemente, ele nunca fez amizades duradouras. No verão de 1966, Kaoru se muda de Yokosuka para a casa de seu tio em Kyushu. Em seu primeiro dia de aula, ele encontra Sentarō Kawabuchi, um estudante delinquente temido por seus colegas. O amor de Sentarō pelo jazz inspira Kaoru a estudar o gênero musical e os dois começam a desenvolver uma amizade próxima por meio de sessões de jazz em uma loja de discos de propriedade da família de Ritsuko Mukae, uma colega de classe. A série segue as relações que se desenvolvem entre estes três personagens ao longo de seus três anos do ensino médio.

## Personagens

### Personagens principais
Kaoru Nishimi (西見薫, Nishimi Kaoru)
Interpretado por Ryohei Kimura (anime), Takashi Matsunaga (atuação musical e captura de movimento), Yuri Chinen (filme)
Um estudante do ensino médio de uma família rica que se muda para a casa de seu tio em Kyushu no verão de 1966. Devido à sua introversão e à frequência com que ele se muda por causa da carreira de seu pai, ele nunca desenvolveu amizades duradouras. Kaoru é um pianista habilidoso familiarizado com música clássica, embora sua amizade com Sentarō Kawabuchi o inspire a começar a tocar jazz. Ele possui sentimentos românticos por sua colega de classe Ritsuko Mukae, que inicialmente não são correspondidos devido aos sentimentos dela por Sentarō.
Sentarō Kawabuchi (川渕 千太郎, Kawabuchi Sentarō)
Interpretado por Yoshimasa Hosoya (anime), Shun Ishiwaka (atuação musical e captura de movimento), Taishi Nakagawa (filme)
O filho de um militar americano e mãe japonesa, Sentaro ficou órfão ainda jovem e enfrentou discriminação por causa de sua origem. Ele aparenta ser um delinquente agressivo, mas é uma pessoa gentil e atenciosa com seus amigos e um irmão amoroso com seus vários irmãos adotivos. Ele é um baterista de jazz habilidoso e se aproxima de Kaoru ao compartilhar seu amor pelo gênero com ele. Ele é católico, indicado pelo rosário que sempre usa no pescoço.
Ritsuko Mukae (迎 律子, Mukae Ritsuko)
Interpretada por Yūka Nanri (anime), Nana Komatsu (filme)
Uma colega de classe de Kaoru e Sentarō e amiga de longa data deste último. Sua família possui uma loja de discos que serve como um espaço de prática para Kaoru e Sentarō. Como este, ela é católica e começa a série com sentimentos românticos por ele. Conforme a série avança, seus sentimentos mudam de Sentarō para Kaoru.

### Personagens secundários
Yurika Fukahori (深堀百合香, Fukahori Yurika)
Interpretada por Aya Endō (anime), Erina Mano (filme)
Uma estudante do ensino médio obstinada e membro do clube de arte. Ela se encontra com Sentarō por acaso depois que ele intervém quando ela é assediada por um grupo de homens; ele se apaixona por Yurika, embora ela acabe desenvolvendo sentimentos por Junichi. Os dois eventualmente se casam e começaram uma família juntos.
Junichi Katsuragi (桂木淳一, Katsuragi Junichi)
Interpretado por Junichi Suwabe (anime), Dean Fujioka (filme)
Amigo trompetista de longa data das famílias Kawabuchi e Mukae. Junichi é idolatrado por Sentarō, a quem ele vê como um irmão mais velho. Enquanto frequentava a universidade em Tóquio, ele se envolveu no movimento de protesto estudantil Zenkyoto e, mais tarde, abandonou os estudos e foi rejeitado por sua família. Ele se casa com Yurika, e eles formam uma família juntos.
Tsutomu Mukae (迎 勉, Mukae Tsutomu)
Interpretado por Zenki Kitajima (anime), Nakamura Baijaku II (filme)
O pai de Ritsuko e o dono da loja de discos onde Sentarō e Kaoru tocam jazz. Ele toca contrabaixo.
Seiji Matsuoka (松岡星児, Matsuoka Seiji)
Interpretado por Nobuhiko Okamoto (anime), Hokuto Matsumura (filme)
Membro do clube de arte que sonha em se tornar um cantor famoso para sustentar sua família. Ele pede a Sentarō para tocar bateria no festival da escola com sua banda, para desgosto de Kaoru.
Shigetora Maruo (丸尾 重虎, Maruo Shigetora)
Interpretado por Ayumu Murase (anime)
Um membro do clube de rádio e um amante de trens que toca guitarra.
Mariko (まり子)
Interpretado por Amina Satō (anime)
Primo de Kaoru. Tem uma personalidade um tanto mimada e malcriada.

## Mídias

### Mangá
Sakamichi no Apollon foi originalmente publicado como uma série de mangá escrito e ilustrado por Yuki Kodama. Foi serializado na revista mensal Monthly Flowers, destinada ao público josei (voltada para meninas adolescentes e mulheres adultas), entre 28 de setembro de 2007 e 28 de julho de 2012. No Japão, a série foi reúnida em dez volumes tankōbon publicados pela Shogakukan de 25 de abril de 2008 a 9 de novembro 2012. A coletânea consiste nos 90 capítulos originais do mangá, apresentados nos nove primeiros volumes tankōbon, bem como de Sakamichi no Apollon: Bonus Track, um spin-off que foi lançado imediatamente após a conclusão do mangá, sendo publicado como seu próprio tankōbon não-numerado. Internacionalmente, a série foi licenciada em francês, castelhano, italiano e em mandarim taiwanês.
| N.º | Data de lançamento      | ISBN          |
| --- | ----------------------- | ------------- |
| 1   | 25 de abril de 2008     | 9784091316707 |
| 2   | 10 de novembro de 2008  | 9784091321749 |
| 3   | 10 de março de 2009     | 9784091321749 |
| 4   | 10 de agosto de 2009    | 9784091326263 |
| 5   | 8 de janeiro de 2010    | 9784091330192 |
| 6   | 10 de junho de 2010     | 9784091331984 |
| 7   | 10 de fevereiro de 2011 | 9784091336507 |
| 8   | 10 de novembro de 2011  | 9784091341150 |
| 9   | 26 de abril de 2012     | 9784091344656 |
| BT  | 9 de novembro de 2012   | 9784091347930 |

### Anime

#### Desenvolvimento

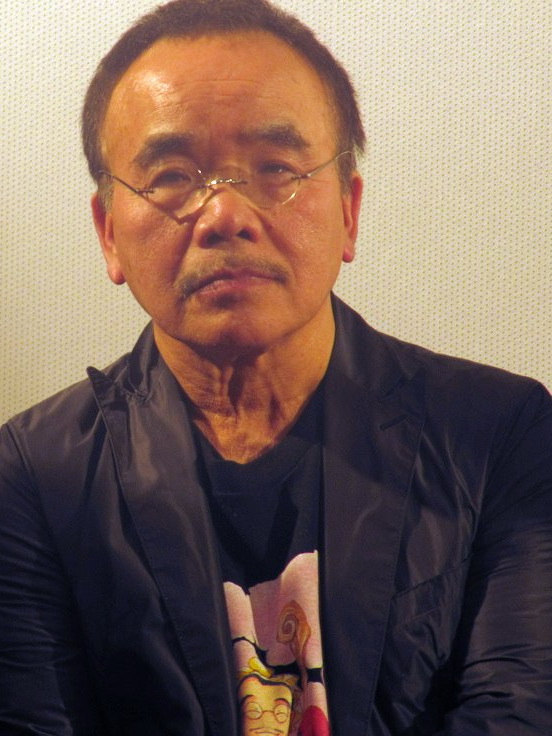
Masao Maruyama produziu a adaptação para anime de Sakamichi no Apollon.

Uma adaptação em anime de Sakamichi no Apollon foi produzida pelo estúdio MAPPA em associação com a Tezuka Productions e exibida na Fuji TV em 2012. Este foi o primeiro projeto realizado pelo MAPPA, que foi fundado por Masao Maruyama em 2011 após sua saída do estúdio Madhouse. Maruyama co-fundou o Madhouse em 1972 e abordou Shinichiro Watanabe para dirigir Sakamichi no Apollon com base em suas experiências anteriores naquele estúdio. Watanabe passou os três anos anteriores ao lançamento da série desenvolvendo projetos para o Madhouse que, em última instância, pararam nas fases de planejamento ou foram cancelados, levando Maruyama a oferecer a direção do anime a ele para que tivesse "algo para fazer". A série foi anunciada como um "retorno triunfante" para o diretor, que há sete anos não ocupava esse cargo, sendo Samurai Champloo o último trabalho o qual tinha dirigido em 2005.
Sakamichi no Apollon foi o primeiro anime em que Watanabe participou a ser derivado de um trabalho existente em vez de um conceito original. Segundo Maruyama, o diretor inicialmente resistiu à perspectiva de criar uma adaptação e expressou preocupação com a falta de liberdade criativa, mas concordou depois de saber que a série era sobre jazz (a música frequentemente é um dos elementos centrais das suas obras), bem como da Fuji TV concordar em dar sinal verde para seu projeto subsequente, Zankyō no Terror. Depois de ler o mangá original, Watanabe observou que, embora o jazz seja a base da história, ele estava interessado em como ela abordava o enredo e a caracterização dos personagens e particularmente "como era retratada a distância emocional". Ao saber do envolvimento de Watanabe, a compositora Yoko Kanno pediu para participar da produção também.  Embora Kanno tenha afirmado que ela não é fã de jazz, ela tentou se envolver com o próximo projeto dele após suas colaborações anteriores em Macross Plus e Cowboy Bebop.

#### Produção
A equipe de produção principal de Sakamichi no Apollon é composta por Watanabe como diretor, Kanno como compositora, Nobuteru Yūki como designer de personagens, Yoshimitsu Yamashita como diretor-chefe de animação e Ayako Katō e Yūko Kakihara como roteiristas. Foi a primeira vez em que Watanabe teve apenas um cour disponível; sobre adaptar um mangá do tamanho de Sakamichi no Apollon em um número comprimido de episódios, o diretor observou que a adaptação precisaria ser feita com 15 ou 16 episódios, então "de modo a tentar se encaixar em 12 episódios, houve a necessidade de correr um pouco com a história".
Maruyama estima que "cerca de metade" do tempo de produção e do orçamento da série foram para a criação de suas cenas de apresentação musical. Embora Maruyama tivesse experiência em retratar tais cenas em animação devido seu trabalho em Beck e Piano no Mori no Madhouse, ele comentou que a "apresentação de jazz acabou sendo um grande desafio."  Apesar da pressão para renderizar essas cenas como imagens geradas por computador para reduzir tempo e custos, Watanabe concebeu as cenas com animação desenhada à mão, utilizando captura de movimento: um vídeo live action de músicos tocando a música da cena foi filmado de vários ângulos, que foi editado em uma única "cena", a qual os animadores usaram como referência fotográfica.
Watanabe e Kanno encontraram artistas de jazz para tocar a trilha sonora da série e realizar a captura de movimentos pesquisando vídeos no YouTube. Eles procuraram jovens artistas que fossem "rudes e, portanto, charmosos", com Watanabe observando que "seria terrível se pedíssemos a músicos veteranos de estúdio para tocar a música em um "estilo jovem". O pianista Takashi Matsunaga e o baterista Shun Ishiwaka foram escalados para gravar a música e a captura de movimentos para Kaoru e Sentarō, respectivamente.

#### Música
A trilha sonora consiste em músicas originais e versões cover de canções de jazz existentes. Cada episódio remete a um standard de jazz, com os títulos, letras ou música de cada canção tipicamente tendo um significado em relação aos eventos da trama. Como a maioria das faixas consiste em atuações diegéticas de jazz, sua presença é mínima, e segundo Kanno, Sakamichi no Apollon é um "trabalho construído apenas com o jazz e [portanto] só precisaríamos de música para criar a atmosfera." Embora Kanno foi inicialmente informada de que ela produziria apenas a trilha sonora, ela acabou por também criar as apresentações de jazz. Como forma de se preparar, a compositora visitou clubes e pesquisou técnicas de gravação dos anos 1950 e 1960; para as cenas com Kaoru e Sentarō, Kanno escolheu gravar bateria e piano simultaneamente (ao invés de gravar os instrumentos separadamente e depois organizá-los digitalmente, como é padrão na produção musical moderna) para emular essas técnicas de gravação. A artista colaborou com os DJs Mitsu The Beats e Mabanua na composição das faixas, afirmando que buscava o envolvimento deles não para trazer um "som de DJ" contemporâneo para a ambientação dos anos 1960, mas para capturar uma sensação de "juventude" na música.
A série usa dois temas musicais: sua abertura é "Sakamichi no Melody" de Yuki, enquanto seu tema de encerramento é "Altair" de Motohiro Hata. Devido a atrasos na produção, a sequência de abertura foi animada antes de sua música ser produzida; atrasos também a forçaram a ser produzida por uma equipe totalmente separada da série principal, sendo "algo que não se vê com frequência em animes" de acordo com Maruyama.

#### Lançamento
A adaptação foi anunciada na edição de dezembro de 2011 da Monthly Flowers. Koji Yamamoto, o produtor do bloco de programação noitaminA da Fuji TV, confirmou naquele mesmo mês que a série iria ao ar na emissora a partir de abril de 2012. O primeiro trailer de divulgação foi lançado em janeiro de 2012, juntamente com um anúncio da equipe de produção. Os 12 episódios do anime foram exibidos no noitaminA entre 12 de abril e 28 de junho de 2012.
Nos mercados de língua inglesa, a série é licenciada pela Sentai Filmworks e exibida no serviço de streaming Crunchyroll, o qual fez a transmissão simultânea durante a exibição original japonesa. Uma versão dublada em inglês também foi produzida pela Sentai Filmworks; os episódios foram transmitidos na Anime Network e Hulu um mês após a transmissão no Crunchyroll. A Sentai Filmworks também realizou o lançamento norte-americano em home video de Sakamichi no Apollon, sendo disponibilizado em blu-ray e DVD em 7 de maio de 2013.

### Filmelive action
Uma adaptação cinematográfica live action de Sakamichi no Apollon foi anunciada na edição de junho de 2017 da Monthly Flowers. A Shogakukan, editora do mangá, confirmou a adaptação no dia seguinte, juntamente com a divulgação do elenco e equipe de produção principal. O filme é dirigido por Takahiro Miki, roteirizado por Izumi Takahashi e tem Yuri Chinen como Kaoru, Taishi Nakagawa como Sentarō e Nana Komatsu como Ritsuko. Os atores passaram por treinamento de fala e música antes da produção, com Chinen e Nakagawa estudando piano e bateria, respectivamente, e Nakagawa e Komatsu treinando para falar o dialeto sasebo; Dean Fujioka, que interpreta Junichi, foi treinado para tocar trompete. O trailer foi publicado em 15 de outubro de 2017 e a versão final do filme foi lançada em 10 de março de 2018.

### Outras mídias
Vários álbuns de trilhas sonoras com as músicas da série foram publicados. Em 2009, a EMI Music Japan lançou Kids on the Slope Original Soundtrack, um álbum de compilação no qual foram reunidas as canções referenciadas no mangá. O álbum é composto por gravações originais licenciadas e versões cover do quarteto de jazz japonês Quasimode. Em 2012, a Epic Records Japan lançou o homônimo Kids on the Slope Original Soundtrack, que reúne canções usadas no anime e a trilha original de Yoko Kanno; uma edição expandida da trilha sonora, Kids on the Slope Original Soundtrack: Plus More & Rare, foi publicada no mesmo ano. Em 2018, a Ariola Japan lançou Kids on the Slope Soundtrack & Jazz Music Collection com as músicas da adaptação cinematográfica.
Uma versão em web rádio de Sakamichi no Apollon foi ao ar na Hibiki Radio de 10 de abril a 3 de julho de 2012. Ela foi apresentada pelo dublador Kaoru Ryōhei Kimura e contou com a participação dos dubladores do anime como convidados.

## Temas e análises

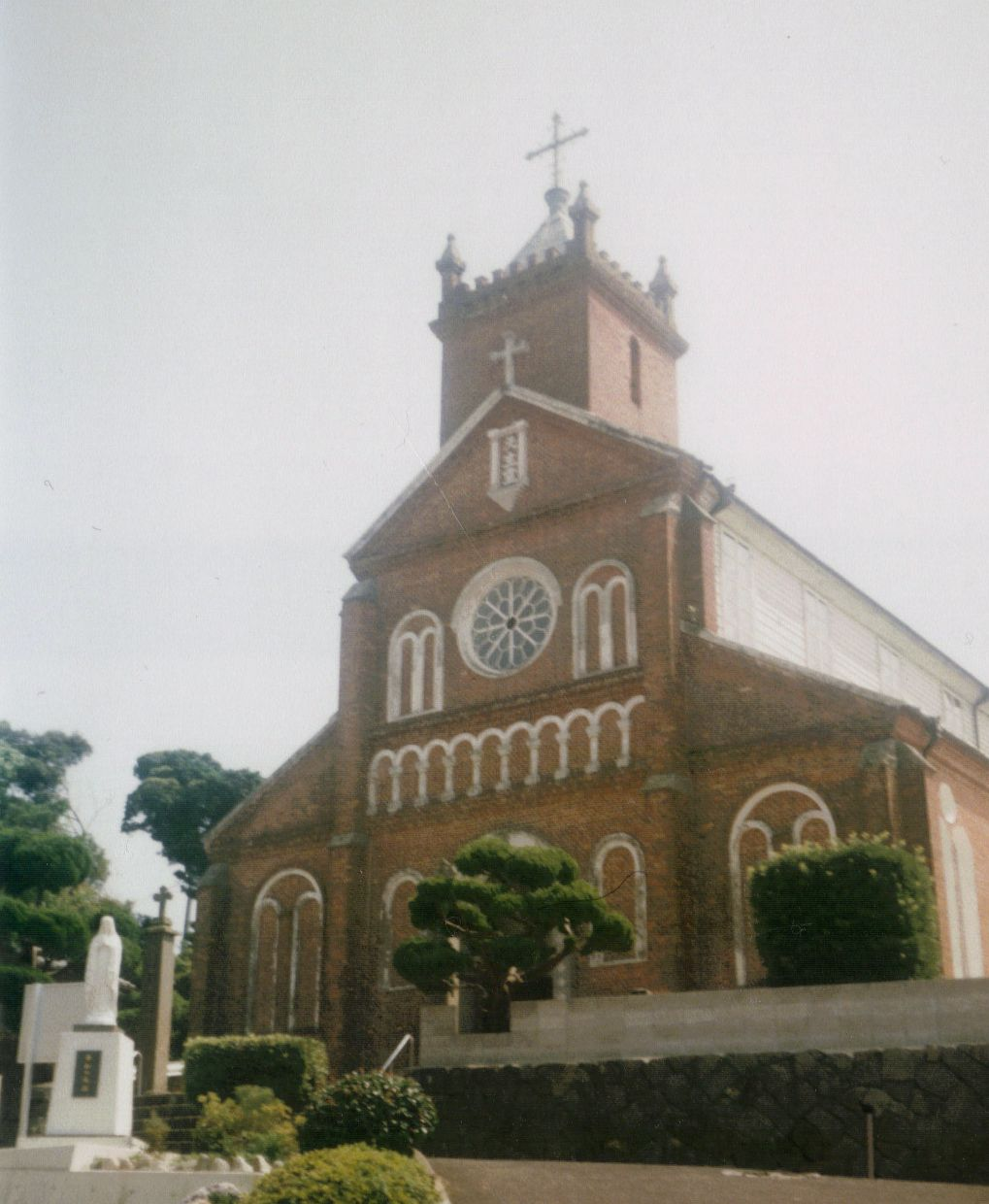
Igreja de Kuroshima nas Ilhas Kujūku perto de Sasebo, onde ocorre a cena final da história.

A autora Yuki Kodama baseou Sakamichi no Apollon em sua própria experiência de crescer em Sasebo, Nagasaki, onde a história se passa. O jazz figurou fortemente na cena musical da cidade a partir dos anos 1920; ela abriga uma importante base naval da Força Marítima de Autodefesa do Japão (então a Marinha Imperial Japonesa), que atraiu boates e cabarés para a área. Vários locais da vida real dentro e ao redor de Sasebo aparecem em Sakamichi no Apollon, notavelmente o Megane-iwa (lit. "Pedra dos Espetáculos") e a Igreja Católica de Kuroshima nas Ilhas Kujūku.
Em seu livro Holy Anime! Japan's View of Christianity, o autor Patrick Drazen comenta sobre a representação do catolicismo no Japão na obra, citando Sakamichi no Apollon como um exemplo de como "no esquema japonês das coisas, a religião pode ser um fator de geografia e até mesmo de genética e não [é] exclusivamente uma profissão de fé."  Em particular, Drazen observa como a estigmatização que Sentarō enfrenta por causa de sua identidade racial hafu é agravada por causa de sua identidade religiosa católica. Drazen ainda identifica Sakamichi no Apollon como um exemplo de uma obra na qual há justaposição do catolicismo com a música popular ocidental, comparando-a a mídias como "Dominique" de The Singing Nun e a série de filmes Sister Act.
Vários críticos notaram uma dimensão homoerótica na amizade canonicamente platônica de Kaoru e Sentarō. Jacob Parker-Dalton do Otaquest cita o subtexto homoerótico da série como um exemplo da influência do gênero boys' love (romance homem-homem) na demografia josei, observando como Sentarō e Kaoru estão de acordo com os arquétipos típicos de personagem seme e uke ("ativo" e "passivo"). A escritora Madeline Ashby argumenta que embora seu conteúdo homoerótico seja processado como subtexto, Sakamichi no Apollon representa a primeira tentativa de Watanabe de se envolver seriamente com assuntos LGBT em seu trabalho, depois de anteriormente retratar personagens do gênero de passagem ou como piadas. Parker-Dalton observa que os trabalhos de Watanabe subsequentes a Sakamichi no Apollon apresentam representações sérias de personagens e temas LGBT, como pode ser visto nos desenhos de personagens no estilo bishōnen em Zankyō no Terror e a presença de vários personagens LGBT em Carole & Tuesday.
Sakamichi no Apollon também foi discutido pelos críticos com relação ao cânone mais amplo das obras de Watanabe, com Parker-Dalton identificando a série como um momento "divisor de águas" para a carreira do diretor, representando a "evolução final em sua obsessão eterna com a música". Ashby observa como o tema de amizade masculina é recorrente nas obras de Watanabe, o qual retrata "pares improváveis de homens (ou garotos) que são colocados juntos pelas circunstâncias ou atraídos por suas histórias mútuas". Ela argumenta que Sakamichi no Apollon representa o comentário metatextual de Watanabe sobre seus trabalhos anteriores, Cowboy Bebop e Samurai Champloo, já que ele usa elementos de design, cenário e caracterização para "evocar [suas] outras obras, enquanto mantem cada história completamente independente."

## Recepção
Em 2009, Sakamichi no Apollon foi considerado o melhor mangá para mulheres na listagem anual Kono Manga ga Sugoi! feita pela Takarajimasha, além de ganhar o 57.º Prêmio de Mangá Shogakukan em 2012 para mangás em geral. Analisando o primeiro volume da obra para a Asahi Shimbun, Shigeko Matsuo elogiou a caracterização de Kodama, mas criticou seu conceito de triângulo amoroso na história.
A adaptação em anime foi aclamada pela crítica e foi listada como um dos melhores animes de 2012 pela Anime News Network. Também esteve entre os melhores animes dos anos 2010 nas listagens da IGN, Crunchyroll, e Thrillist, além de ser considerado um dos melhores animes de todos os tempos pela Paste. Em 2013, Yoko Kanno ganhou o prêmio de Melhor Música no Tokyo Anime Awards por seu trabalho em Sakamichi no Apollon e Aquarion Evol. Theron Martin revisou a série positivamente para o Anime News Network, notando que, embora Sakamichi no Apollon seja "mais comum" do que as colaborações anteriores de Watanabe e Kanno, ele elogiou o desenvolvimento dos personagens, a música e o estilo visual. A Otaku USA elogiou "a emoção motriz da música, sua animação e uma história de crescimento incrivelmente bem escrita", chamando a direção de Watanabe e a produção musical de Kanno de "um equilíbrio perfeito para a série." Para Charles Solomon do IndieWire, o anime mostra a "versatilidade de Watanabe como diretor e sua habilidade de criar personagens com profundidade e credibilidade". Kirk Hamilton do Kotaku escreveu que embora a "vibração romântica e sonhadora" da série possa ser desanimadora para os telespectadores que descobriram Watanabe através de seu trabalho em Cowboy Bebop, ele argumenta que "dispensar Sakamichi no Apollon seria um grande erro. Assim como Cowboy Bebop, Sakamichi é algo de beleza visual e auditiva, uma celebração da arte que vive em seus menores detalhes." Nicoletta Christina Browne do THEM Anime teceu um comentário semelhante, afirmando que, embora a série "se mova lentamente e, portanto, não ganhe um apelo generalizado", sua "pungência e escolha de ponto de vista como um show reflexivo em vez de puramente nostálgico, em última análise, vence seus erros."
A adaptação live action de Sakamichi no Apollon estreou em oitavo lugar nas bilheterias japonesas. Por sua atuação no filme, Taishi Nakagawa foi indicado para Revelação do Ano no 42.º Prêmios da Academia do Japão em 2019.